# 스페인 공화국 공군

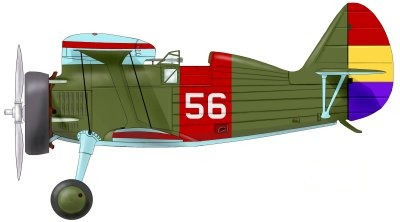
프랭크 글래스고 팅커가 1비행대 라카예에서 조종한 샤토 56호. 그는 이 항공기로 4승을 거두었다. 가끔 58호도 조종했다.

스페인 공화국 공군(스페인어: Fuerzas Aéreas de la República Española (FARE))은 1931년부터 1939년까지 스페인의 법적 정부였던 스페인 제2공화국 군대의 공군 병과였다. 처음에는 두 가지 병과로 나뉘었다. 군용 항공(스페인어: Aeronáutica Militar)과 해군 항공(스페인어: Aeronáutica Naval)이었지만, 스페인 내전이 시작되던 1936년 9월 공화국군이 재편성된 후 공화국 공군은 스페인 공화국 공군(스페인어: Fuerzas Aéreas de la República Española (FARE))이 되었으며, 스페인어: Arma de Aviación으로도 알려졌다.
이 해체된 공군은 1936년 7월부터 1939년 해체될 때까지 내전 기간 동안의 격렬한 전투로 크게 알려져 있다.
스페인 공화국 공군은 일반적으로 스페인어: "La Gloriosa" (영광스러운 자)로 알려져 있었다. 그러나 일부 역사가들에 따르면 스페인 공화파 군대의 지휘 구조는 내전 내내 무능과 의사 결정 부족으로 얼룩져 있었다. 1936년 7월 분쟁의 결정적인 첫 몇 주부터, 반군 측은 스페인 공화국군의 방해 없이 주로 느린 Ju 52를 사용하여 스페인령 모로코에서 대규모 공수 작전을 수행할 수 있었다. 이는 세계 최초의 장거리 전투 공수 작전이었으며, 스페인 공화국군의 군용기는 이를 막지 못했다.
과달라하라 전투와 수도 마드리드의 오랜 포위 기간 동안 국민군의 폭격에 맞서 마드리드 상공을 방어한 전투는 공화파 공군이 효과적으로 참여한 유일한 시나리오였다. 세고비아 공세, 테루엘 전투, 그리고 결정적인 에브로 전투와 같은 다른 중요한 공화파 군사 작전에서는 국민군 공군이 정확한 저고도 공격으로 공화파 진지를 끊임없이 기총소사했지만, 공화파 군용기는 하늘에서 거의 모습을 드러내지 않았다. 게다가, 그들이 나타나 공격했을 때에도, 그들은 비조직적이고 부적절한 방식으로 행동하여 대부분 긍정적인 효과를 거두지 못했다. 내전에서 살아남은 스페인 공화국 항공기의 대부분은 이베리아 전장에서 스페인 공화국이 패배한 후 틀:스페인어의 표식으로 다시 칠해졌다.

## 역사
스페인 공화국 공군은 스페인 공화국군의 모든 병과와 마찬가지로 존재 기간 동안 두 가지 분명한 단계를 거쳤다.
- 스페인 군사 기관을 분열시킬 1936년 7월 스페인 쿠데타 이전의 내전 전 단계.
- 당시의 시급한 필요에 따라 설립된 공화국 정부에 충성한 군대를 재편성한 내전 단계.

### 초기
스페인 공화국 선포를 이끈 민주적 지방 선거 당시, 스페인 공군(Aeronáutica Española)은 군용 항공(스페인어: Aeronáutica Militar)과 해군 항공(스페인어: Aeronáutica Naval)이라는 이름으로 나뉘어 있었는데, 전자는 스페인 공화국 육군의 공군 병과였고 후자는 스페인 공화국 해군의 해군 항공이었다. 주로 프랑스 항공기를 포함하고 있었으며, 일부는 리프 전쟁 (1920–1926)의 잔존물이었다. 공화국 정부가 수립된 후, 루이스 롬바르테 세라노 장군은 친군주파 알프레도 킨델란 장군을 대신하여 공군 총사령관이 되었으나, 곧이어 훗날 독재자가 될 프란시스코 프랑코의 동생인 라몬 프랑코 사령관이 그 뒤를 이었다. 라몬 프랑코는 이전에 플러스 울트라 수상비행기로 대서양 횡단 비행을 했던 국가 영웅이었다.
그 무렵 스페인에서는 항공이 발전하고 있었다. 1931년 대위 시프리아노 로드리게스 디아스와 중위 카를로스 데 아야 곤살레스는 당시 스페인 식민지 전초기지였던 적도 기니까지 무착륙 비행을 했다.
1933년, 와르레라 대위 지휘 아래 현대적인 항공 사진 방법으로 스페인에 대한 체계적인 토지 조사가 실시되었다. 이듬해 스페인 공학자 후안 데 라 시에르바는 자신의 오토자이로 C-30P를 타고 수상비행모함 데달로에 이착륙했다. 1934년 에두아르도 사엔스 데 부루아가 사령관이 새로운 공군 총사령관이 되었다. 같은 해에 스페인 군용 항공 부문의 대규모 재편성이 이루어졌다.
1935년 10월 2일자 정부령에 따라 항공총국(Dirección General de Aeronáutica)은 스페인 총리 대신 국방부(Ministerio de la Guerra) 관할이 되었고, 이어서 1936년 공군 지역 부대가 재편성되었다. 이에 따라 스페인 해군 기반의 에스콰드라(Escuadra) 모델은 오늘날 스페인 공군에서도 여전히 운용되는 군사 지역(Región Militar) 사단으로 대체되었다.
스페인 공화국 선포 5년 후, 스페인령 모로코의 공화국 육군 일부가 프란시스코 프랑코 장군의 명령에 따라 반란을 일으켰다. 반란은 스페인을 분열시키는 데에만 성공했고, 프랑코는 계속해서 스페인 내전이라는 피비린내 나는 소모전을 시작했다.
내전 기간 동안 스페인 공화국 정부의 공군은 반란군에 의해 창설된, 그리고 강력한 이탈리아 파시스트와 제3제국 지지자들을 등에 업은, 장비가 더 나은 국민군 공군과 싸워야 했다.

### 스페인 내전
1936년 7월 18일 쿠데타 이후, 공화국 정부는 반란군 통제 하의 비행장에 있던 군용기를 잃었다. 그러나 스페인 공화국은 영토의 대부분을 장악하고 있었기 때문에, 스페인 공군이 적대 행위 이전에 보유했던 60대의 브레게 XIX, 27대의 비커스 빌데비스트, 56대의 이스파노-뉴포트 Ni-52 항공기 중 상당 부분을 공화파 지역에 남겨두었다. 그럼에도 불구하고, 같은 달에 소모전이 시작되면서 스페인 공화국 정부는 프랑스에서 1,200만 프랑의 가치에 해당하는 14대의 드와틴 D.371, 10대의 드와틴 D.373, 49대의 포테즈 540 및 기타 군용기를 구입했다. 이 모든 항공기는 당시에는 거의 구식이었고, 따라서 적대 행위 시작 후 첫 4개월 동안 공화국 정부의 현대적이라고 할 만한 유일한 항공기는 1935년 3월 공화국 항공사 LAPE를 위해 최근에 구입했던 3대의 더글러스 DC-2뿐이었다. 이들은 스페인 공화국 공군에 징발되어 군용 수송기로 사용되었다.
군사 쿠데타가 일어난 지 한 달도 안 되어 프란시스코 프랑코가 나치 독일(콘도르 군단)과 파시스트 이탈리아(군단 항공대)로부터 받은 지원은 반군에게 스페인 상공에서 우위를 점하게 했다. 첫 독일 및 이탈리아 폭격기들은 이미 1936년 7월에 반군 공군의 규모를 늘리기 위해 도착했으며, 피아트 CR.32와 하인켈 He 51 전투기들은 8월부터 운용되기 시작했다. 이 항공기들은 이탈리아 군단 항공대와 독일 콘도르 군단과 마찬가지로 반군이 제공권을 완전히 장악하는 데 도움을 주었다.
1936년 9월, 국방부(Ministerio de la Defensa Nacional)의 일부인 해군항공부(Ministerio de Marina y Aire)와 항공차관실(Subsecretaria del Aire)이 인다레시오 프리에토 장관의 지휘 아래 설립되었다. 식별을 위해 공화국 삼색 라운델은 빨간색 띠로 대체되었는데, 이 표식은 공화국 시대 이전인 1920년대 군주정 시절 해군 항공 항공기에도 사용되었던 휘장이었다. 같은 달, 이탈리아 폭격기들이 대규모 폭격 작전으로 마드리드를 공격했을 때 마드리드 상공에서 첫 심각한 공중전이 발생했다.
프랑스, 영국, 미국과 같은 서방 민주주의 국가들은 젊은 스페인 공화국을 돕지 않았다. "공산주의 위협"을 두려워한 네빌 체임벌린과 레옹 블룸은 히틀러를 달랠 수 있을 것이라는 믿음으로 스페인을 희생할 준비가 되어 있었고, 나중에는 체코슬로바키아도 희생시켰다. 그렇게 형성된 공백 속에서 소련만이 스페인 정부를 효과적으로 도왔다. 10월 말, 반군이 아돌프 히틀러와 베니토 무솔리니로부터 독일 및 이탈리아 항공기를 공급받은 지 4개월 만에 러시아에서 첫 투폴레프 SB 폭격기들이 도착했다. 이들은 "카티우스카"라는 별명을 얻었다. 한 달 후, 공화파 측의 작전 가능 항공기 부족을 완화하기 위해 첫 소련 전투기인 "차토"(주먹코)라는 별명을 가진 폴리카르포프 I-15와 공화파에게는 "모스카"(집파리), 반군에게는 "라타"(쥐)라는 별명을 가진 폴리카르포프 I-16이 도착했다. 폴리카르포프 R-5와 R-Z 정찰 폭격기는 스페인 공화국 공군에서 "나타샤"로 알려졌다.
공화국 공군은 1937년 5월에 다시 재편성되었다. 새로운 구조에는 Arma de Aviación과 Subsecretaría de Aviación이라는 두 부서가 포함되었지만, Aeronáutica Militar와 Aeronáutica Naval은 통합되었다. 일부 자료에서는 이 날짜를 스페인 공화국 공군 창설일로 언급하고 있으나, 그 이전에도 이미 공군으로서 활동하고 있었다. 공화국 공군은 2년 후 해체될 때까지 이 구조를 유지할 것이다. 스페인 공화국 항공사 LAPE (Líneas Aéreas Postales Españolas)의 항공기 중 다수가 스페인 공화국 공군에 징발되어 군용 수송기로 사용되었다.
혁신적이고 종종 치명적인 항공 폭격 기술은 프랑코 최고 사령관의 허가를 받아 콘도르 군단 독일 원정군에 의해 스페인 영토 내 공화파 지역에 시험 적용되었다. 스페인 공화국 공군 조종사들은 이러한 현대 전쟁 공격을 저지할 수 없었다. 그들의 항공기들은 대부분 구식이었고 종종 수리 상태가 좋지 않았다. 스페인 내전 동안 스페인 상공에서 실패로 판명된, 매우 취약하고 볼품없는 프랑스 포테즈 540은 공화파 조종사들에 의해 '나는 관'(틀:스페인어)으로 불렸다.
반군 측은 소련이 공화파 공군을 돕고 있기 때문에 양측 공군이 거의 동등하다고 주장했지만, 사실은 다음과 같았다.
... 반면에, 소련이 제공한 전설적인 군사 지원은 너무 적고 너무 늦었으며, 일반적으로 품질이 좋지 않았다. 게다가, 국민당은 미국과 영국으로부터 대규모 신용 공급을 받았지만, 스탈린의 지원에는 조건이 붙었다.

스페인 공화국 공군은 볼프람 폰 리히트호펜이 내전 기간 동안 개발한 치명적인 저고도 공격과 보병 근접 지원 전술을 막을 수 없었다. 1938년 에브로 전투에서 스페인 공화국군의 중추가 꺾인 후 사실상 무력해졌다. 결국 스페인 공화국 공군은 1939년 4월 1일 반군의 결정적인 승리 후 완전히 해체되었다.
카탈루냐의 마지막 공화파 군용 비행장은 빌라주이가에 있었으며, 1939년 2월 6일 안드레스 가르시아 라 카예 사령관은 그곳에서 스페인 공화국 공군의 항공기 대부분을 프랑스로 이끌었다. 항공기가 적의 손에 넘어가는 것을 막기 위해 운명에 처한 공화국 정부 당국은 급히 명령을 내렸다. 항공기들은 툴루즈 근처 프랑카잘에 착륙했고, 프랑스 당국은 이를 압수하고 스페인 공화국 조종사들을 체포하여 신속히 강제 수용소에 구금했다.

## 에스콰드리야 에스파냐

분쟁 초기에 프랑스가 공급한 항공기들은 구식이고 느려서, 더 현대적이고 빠른 이탈리아 및 독일 전투기들의 쉬운 표적이 되었다.

에스콰드리야 에스파냐(Escuadrilla España) 또는 에스콰드라 에스파냐(Escuadra España), 즉 에스파냐 비행대(프랑스어: Escadrille Espagne)는 국제 비행대로도 알려져 있었으며, 프랑스 작가 앙드레 말로에 의해 조직된 스페인 공화국 공군 부대였다. 비록 큰 효과는 없었지만, 이 비행대는 작가가 엑스트레마두라주 메데인의 시에라 과달루페 전투에서 반군 일부를 거의 전멸시켰다고 주장한 이후 일종의 전설이 되었다. 에스콰드리야 에스파냐는 최대 130명의 대원을 보유했으며, 1937년 2월 해체되기 전까지 총 23회의 전투 임무를 수행했다.
1930년대, 앙드레 말로는 프랑스에서 인민전선의 반파시즘 운동에 적극적이었다. 프란시스코 프랑코 장군의 반란 소식을 듣고 스페인 내전이 시작되자, 그는 스페인 공화국을 위해 봉사했다. 프랑스 대통령 알베르 르브룅의 반대에도 불구하고, 말로는 미래의 레지스탕스 지도자인 장 물랭과 같은 프랑스 항공부 내 고위 인사들과의 접촉을 통해 공화국 공군 지원 조직을 도왔다. 알베르 르브룅 대통령이 위기에 처한 동료 공화국에 대한 직접적인 지원을 반대했음에도 불구하고, 당시 프랑스 총리였던 레옹 블룸은 신중하게 스페인 공화파를 돕기로 결정했다. 그리하여 분쟁 초기에 20대의 포테즈 540, 5대의 블로흐 210, 10대의 브레게 XIX, 17대의 드와틴 D.371, 2대의 드와틴 D.500, 5대의 아미오 143, 5대의 포테즈 25, 6대의 루아르 46 항공기가 스페인으로 보내졌다. 줄 모흐는 그의 책 '레콩트르 아베 레옹 블룸'에서 13대의 드와틴 D.371이 더 언급되었고, 아미오 143은 결국 인도되지 않았다. 항공기 제작자 펠릭스 아미오는 나중에 나치 협력자가 되었는데, 그는 내전에서 스페인 공화국 적대 세력에 동조했기 때문이었다.
그러나 프랑스 항공기들은 적 항공기들에 미치지 못했다. 느린 포테즈 540 중 일부는 장비가 좋지 않아 공중 임무를 3개월 이상 생존하는 경우가 드물었으며, 적 전투기가 시속 250노트 이상으로 비행하는 반면 이들은 겨우 80노트 정도의 속도를 낼 수 있었다. 전투기 중 비행 가능한 기종은 거의 없었으며, 의도적으로 총이나 조준경 없이 인도되었다. 프랑스 국방부는 현대적인 항공기가 프랑코를 위해 싸우는 독일군에게 쉽게 포획될 것을 우려했으며, 열등한 모델은 공식적인 "중립"을 유지하는 방법이었다. 결국 프랑스 항공기들은 1936년 말 양측에 도입된 더 현대적인 기종들에 의해 능가되었고, 많은 항공기들이 추락하거나 격추되는 운명을 맞았다. 시스테마 이베리코의 시에라 데 구다르 산맥의 발델리나레스 근처 상공에서 반군 항공기에 의해 격추된 스페인 공화국 공군  포테즈 540 항공기의 추락은 앙드레 말로에게 그의 영화 gmlakd의 영감을 주었다.
전체 작전에 공식적인 성격을 부여하기 위해 스페인 공화국 국방부 당국은 앙드레 말로에게 중령 계급을 부여했다. 그가 조종사가 아니었으며 군 복무 경험도 없었음에도 불구하고 말이다. 이 계급은 말로에게 에스콰드리야 에스파냐의 비행대장으로서의 권한을 주었는데, 그는 스페인 공군 최고 사령관인 이그나시오 이달고 데 시스네로스 장군에게만 책임을 졌다. 그리하여 작가는 주로 에어로포스탈에서 복무했던 자원봉사자와 전문 조종사 등 항공기 승무원을 고용하는 데 도움을 주었다. 1936년 8월 조종사와 항공기들이 마드리드에 도착한 후, 말로 자신이 비행대 조직을 책임졌다.
말로는 상당한 자율권을 부여받았고, 알바세테에서 그는 자신의 인력을 모집했는데, 이들은 강경 스탈린주의자 앙드레 마르티가 통제하는 국제여단의 통제를 벗어나 규율을 강요하려 했다. 작가의 오합지졸 조종사, 항공 사수, 정비사, 비행장 보조원 및 경비원들을 하나로 묶어준 유일한 것은 그들의 공통된 반파시즘 의지였다.
말로스는 행동의 자유에 대한 대가를 톡톡히 치러야 했다. 에스콰드리야 에스파냐는 만성적인 부품 및 보급품 부족을 겪었다. 전투 가능 항공기의 수는 사고, 품질 부족, 그리고 전투 중 격추로 인해 크게 줄어들었다. 앙드레 마르티는 그룹의 자율성에 불만을 품고 에스콰드리야 에스파냐를 자신의 지휘 아래 두려는 음모를 꾸몄다. 결국 상황은 스페인 정규군에 비행대를 통합하는 방식으로 해결되었다. 전문 조종사들의 계약이 해지되자 에스콰드리야 에스파냐는 공식 공화국 공군의 일부가 되어 이전의 지위를 잃었지만, 설립자를 기리기 위해 에스콰드리야 말로스라는 이름을 얻었다. 그러나 손실은 증가했고, 적군이 점령한 말라가로부터의 비행을 엄호한 후, 마지막 두 대의 폭격기가 격추되면서 에스콰드리야 말로스는 공식적으로 해체되었다.
프랑스가 불간섭 협약에 참여한 후에도 말로는 제3국을 통해 스페인 공화국이 군용 항공기를 획득하는 것을 도왔다.
스페인 공화국 정부는 말로스가 포테즈 540 폭격기 옆에 서 있는 사진을 유포하며 프랑스가 공식 중립을 선언한 시점에 프랑스가 자신들의 편이라는 것을 암시했다. 그러나 말로스는 프랑스 정부의 지시로 그곳에 있지 않았다. 공화파의 열악한 무장 상황, 그 중에서도 구식 항공기가 문제의 한 부분에 불과하다는 것을 인식하고, 그는 스페인 공화파를 위한 기금을 모금하기 위해 미국을 순회했다. 1937년 그는 스페인 전쟁 경험에 영향을 받은 소설 L'Espoir (인간의 희망)을 출판했다.
말로스는 스페인 내전에서의 그의 개입이나 동기에 대해 반대자들로부터 자주 비판받았다. 예를 들어, 코민테른 소식통은 그를 '모험가'로 묘사했다. 에스콰드리야 에스파냐의 전문 조종사들은 공화국 정부에 그들의 서비스에 대해 엄청난 요금을 청구했다.
동료 전우를 포함한 다른 전기 자료들은 말로스의 리더십과 전우애를 칭찬한다. 어쨌든, 스페인 내전과 같은 역사적인 사건에 말로스가 참여한 것은 필연적으로 그에게 지지자뿐만 아니라 적대자도 가져왔고, 이는 의견의 양극화를 초래했다.

## 스페인 주둔 소련 조종사

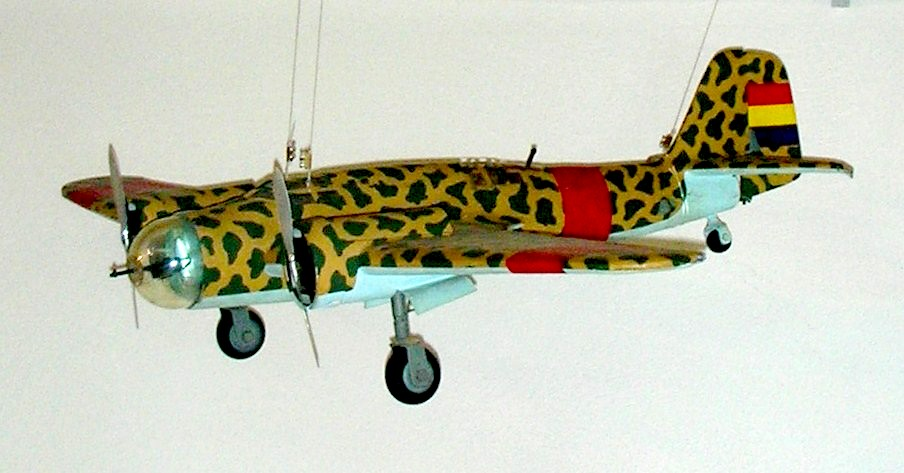
스페인 공화국 투폴레프 SB2 카티우스카 모형, 라 세니아 박물관.

소련은 불간섭 협정으로 인해 스페인 공화국이 국제적 고립을 겪는 상황을 이용하여, 궁지에 몰린 공화국 정부에 무기와 조종사를 제공함으로써 이득을 얻었다.
스페인에서 가장 효과적인 조종사들 중 일부는 소련 출신의 젊은이들이었다. 스페인 공화국 공군은 현대적인 항공기와 숙련된 조종사가 부족했다. 스페인 공화국 공군에 복무하는 대부분의 다른 외국 조종사들과 달리, 러시아 조종사들은 기술적으로는 자원봉사자였다. 그들은 미미한 급여를 보충하기 위한 전투 수당과 같은 인센티브를 받지 못했다.
많은 소련 공군 조종사들이 1936년 가을, 스페인 공화국이 러시아로부터 구입한 새로운 항공기와 함께 스페인에 도착했다. 서방 민주주의 국가들이 소위 "불간섭"이라는 명목으로 스페인 정규 정부에 대한 군사 지원을 거부한 후, 소련과 멕시코는 사실상 투쟁하는 공화국 스페인을 도운 유일한 국가였다. 아돌프 히틀러가 제3제국 재무장을 한 것과 유사하게, 이오시프 스탈린은 소련 조종사와 기술자들이 스페인에서 직접적인 전투 경험을 얻는 것을 소련 공군의 능력과 전투 준비 태세에 대한 그의 계획에 필수적이라고 보았다. 따라서 새로운 러시아 군사 장비와 공중전 기술 테스트 결과에 대한 상세한 보고에 많은 강조가 이루어졌다.
스페인에 처음 도착한 항공기는 투폴레프 SB 폭격기였고, 전투기는 나중에 도착했다. 그들의 첫 번째 작전은 매일 마드리드에 폭탄을 투하하는 군단 나치와 이탈리아 항공기들이 사용하던 탈라베라데라레이나 군용 비행장에 대한 사기 진작 폭격이었다. 이 작전으로 러시아 조종사들은 마드리드 사람들 사이에서 매우 인기를 얻었다. 카티우스카 조종사들은 당분간 항공기의 상대적으로 빠른 속도를 활용했지만, 항공기는 취약했고 연료 탱크는 피격 시 쉽게 불이 붙었다. 게다가, 콘도르 군단이 전쟁 후반에 더 빠른 메서슈미트 Bf 109 전투기를 도입하면서 SB 비행대대는 큰 손실을 입었다.
아나톨 세로프(별명 "마테오 로드리고")는 미하일 야쿠신과 함께 야간 비행 전투기 비행대(Escuadrilla de Vuelo Nocturno)를 창설했다. 이 야간 비행 부대는 조종사의 야간 시야를 방해하지 않도록 배기관을 개조한 I-15 차토를 사용했다. M. 야쿠신은 야간 전투기 비행대의 지도자가 되었으며, 콘도르 군단의 Ju 52 야간 폭격에 상당히 효과적이었다.
1936년 11월 말까지 마드리드 안팎에 약 300명의 러시아 조종사들이 있었다. 스페인 공화국의 개선된 방어 능력은 공화파 통제 하의 스페인 지역의 사기를 높였다. 러시아 조종사들은 과달라하라 전투에서 최고의 성과를 거두었고, 이탈리아 군단 항공대를 격퇴하고 파시스트 민병대를 공중에서 끊임없이 폭격했다.
불간섭 협약의 요구에 따라 소련 조종사들은 1938년 가을에 단계적으로 철수했으며, 소련군이 설립한 알바세테, 알리칸테, 무르시아, 엘 팔로마르, 알하마 데 무르시아, 로스 알카사레스, 로르카, 엘 카르몰리 등의 비행 학교에서 훈련받은 스페인 공군 조종사들이 그 자리를 대신했다.
2년 넘게 스페인 공화국 공군에 복무한 약 772명의 러시아 공군 조종사 중 총 99명이 목숨을 잃었다. 생존한 조종사들에게는 그들의 노력에도 불구하고 거의 감사나 인정이 주어지지 않았으며, 그들의 비극적인 운명을 더하기 위해 많은 이들이 소련으로 돌아간 후 스탈린 숙청의 희생자가 되었다.

## 조종사 훈련
조종사 및 기타 공군 인력의 훈련은 교육 서비스(Servicios de Instrucción)에 위탁되었다. 교육 서비스의 모든 다른 부대는 해군항공부(Ministerio de Marina y Aire)에 소속되었다. 내전 기간 동안 교육 기지와 센터는 공화파 지역 곳곳에 흩어져 있었다.
- 고속 비행 학교 (Escuela de Vuelo de Alta Velocidad), 캄포 데 카르타헤나의 엘 카르몰리 공군 기지에 위치.
- 폭격 학교 (Escuela de bombardeo), 산티아고 데 라 리베라 및 로스 알카사레스 공군 기지에 위치.
- 다발 항공기 학교 (Escuela de polimotores), 산티아고 데 라 리베라 및 로스 알카사레스에도 위치.
- 항공기 정비 학교 (Escuela de mecánicos), 발렌시아도 고데야에 위치.
- 무기 학교 (Escuela de Armeros), 바스크주 에이바르에 위치.

## 에이스 전투기 조종사
| 이름                             | 국가           | 복무                               | 격추수 | 비고 |
| -------------------------------- | -------------- | ---------------------------------- | ------ | --- |
| 레프 L. 셰스타코프               | 러시아         | 4비행대 모스카                     | 39     | 총 격추수는 42기일 수 있음 |
| 세르게이 I. 그리체베츠           | 러시아         | 5비행대 전투기                     | 30     | 별명 "세르히오" |
| 마누엘 사라우사 클라베로         | 스페인         | 3비행대 및 4비행대 전투기          | 23     | 모스카를 조종하는 가장 숙련된 스페인 조종사로 평판이 좋음. 소련으로 망명하여 1942년 10월 12일 바쿠 상공에서 KIFA                                             |
| 레오폴도 모르키야스 루비오       | 스페인         | 3비행대 및 2비행대 전투기          | 21     | 에스콰드리야 바스카에서도 복무 |
| 파벨 리차고프                    | 러시아         | 1비행대 차토스                     | 20     | 별명 "파블로 팔란카르". 스탈린의 1941년 숙청으로 체포 및 처형                                                                                                |
| 아나톨 세로프                    | 러시아         | 1비행대 차토스                     | 16     | 별명 "마테오 로드리고" 야간 비행 비행대 에스콰드리야 부엘로 녹투르노 창설                                                                                    |
| 블라디미르 보브로프              | 러시아         |                                    | 13     | 100회 이상 전투 임무 수행 |
| 안드레스 가르시아 라 카예        | 스페인         | 1비행대 차토스                     | 11     | 1938년 12월 스페인 공화국 전투기 비행대 최고 사령관 |
| 마누엘 아기레 로페스             | 스페인         | 1비행대, 21전대                    | 11     | 3비행대 모스카에서도 복무 |
| 아벨 귀데스                      | 프랑스         | 에스콰드리야 에스파냐              | 10     | |
| 호세 마리아 브라보 페르난데스    | 스페인         | 1비행대 및 3비행대 전투기          | 10     | 3비행대 전투기 및 21전대 사령관 역임. 소련으로 망명하여 소련 조종사로 제2차 세계 대전에 참전. 일부 문서에서는 23승을 기록했다고 함                           |
| 후안 코마스 보라스               | 스페인         | 3비행대 전투기                     | 10     | 에스콰드리야 라카예 및 에스콰드리야 바스카에서도 복무. 1939년 1월 24일 KIA                                                                                   |
| 에밀리오 라미레스 브라보         | 스페인         | 4비행대 전투기                     | 10     | 에스콰드리야 라카예에서도 복무 |
| 미겔 삼부디오 마르티네스         | 스페인         | 에스콰드리야 바스카                | 10     | 3비행대 전투기, 26전대 전투기에서도 복무 |
| 안토니오 아리아스 아리아스       | 스페인         | 1비행대, 3비행대 및 4비행대 전투기 | 9      | 러시아로 망명하여 제2차 세계 대전 중 소련 공군에서 싸움. 1990년 노인이 되어 마드리드로 돌아와 은퇴.                                                          |
| 비센테 벨트란 로드리고           | 스페인         | 1비행대 차토스                     | 9      | 3비행대, 21전대에서도 복무, 에브로 전투에서 격추됨. 러시아로 망명하여 소련 공군에 입대. 1958년 스페인으로 귀환                                               |
| 프랭크 글래스고 팅커             | 미국           | 1비행대 차토스                     | 8      | 양키 비행대 소속 |
| 사비노 코르티소 베르톨로         | 스페인         | 5비행대 및 3비행대 전투기          | 8      | 1939년 1월 21일 KIA |
| 호세 팔콘 산 마르틴              | 스페인         | 5비행대 및 3비행대 전투기          | 8      | 에스콰드리야 부엘로 녹투르노에서도 복무 |
| 파벨 아가포노프                  | 스페인         | 에스콰드리야 팔란카르              | 8      | 별명 "아흐메드 암바". 1937년 4월 소련으로 귀환 |
| 펠리페 델 리오 크레스포          | 스페인         | 에스콰드리야 바스카                | 7      | 에스콰드리야 노르테에서도 복무 (1937); 1937년 4월 23일 KIA                                                                                                   |
| 후안 라리오 산체스               | 스페인         | 4비행대 및 2비행대 전투기          | 7      | |
| 얀 페라크                        | 체코슬로바키아 | 에스콰드리야 에스파냐              | 7      | 드와틴 D.372 조종사 |
| 프란시스코 메로뇨 펠리세르       | 스페인         | 1비행대 및 6비행대 전투기          | 7      | 에스콰드리야 노르테에서도 복무 (1937) |
| 오린 B. 벨                       | 미국           | 1비행대 차토스                     | 7      | 코르도바-그라나다 전선에서 7대의 He 51 격추 |
| 안드레스 피에로 메뉴             | 스페인         | 1비행대 차토스                     | 7      | 투폴레프 SB 폭격기 보호 임무 중 엔진 문제 발생; 알메나르 비행장에 비상 착륙 후 포로로 잡힘. 탈출 후 소련에 도착하여 소련 공군에 입대                         |
| 프란시스코 타라소나 토란         | 멕시코         | 1비행대 및 3비행대 전투기          | 6      | 자서전에서 8승 주장. |
| 호세 파스쿠알 산타마리아         | 스페인         | 1비행대 전투기                     | 6      | 에스콰드리야 노르테에서도 복무 (1937) |
| 이반 트로피모비치 예료멘코       | 러시아         | 1비행대 차토스                     | 6      | 별명 "라몬", "안토니오 아라곤" 또는 "알렉산드리오" 1937년 5월부터 10월까지 1비행대 지휘관.                                                                   |
| 예브게니 니콜라예비치 스테파노프 | 러시아         | 1비행대 차토스                     | 6      | "공중충돌 전술" 기술을 사용할 줄 알았음. 1938년 1월 17일 오호스 네그로스 상공에서 격추되어 포로로 잡힘 러시아로 돌아와 제2차 세계 대전 중 소련 공군에서 싸움 |
| 보지다르 "보슈코" 페트로비치     | 유고슬라비아   | 2비행대, 12전대                    | 5      | 별명 "페르난데스 가르시아" |
| 라파엘 마그리나 비달             | 스페인         | 2비행대 전투기                     | 5      | 1937년 7월 16일 KIA |
| 훌리오 페레이로 페레스           | 스페인         | 2비행대, 4비행대 및 5비행대 전투기 | 5      | |
| 해럴드 E. 달                     | 미국           | 에스콰드리야 라카예                | 5      | 별명 "루비오". 1비행대 전투기에서도 복무 |
| 세르게이 표도로비치 타르호프     | 러시아         | 1비행대 전투기                     | 5      | 별명 "카피탄 안토니오". 일부 저자들은 타르호프가 차토를 조종했다고 주장. 그러나 그는 모스카 조종사였을 가능성이 더 높음.                                     |
| 윌리엄 라뷔시에르                | 프랑스         | 1비행대 차토스                     | 5      | 제2차 세계 대전에도 참전 |
| 제임스 펙                        | 미국           | 1비행대 차토스                     | 5      | 스페인 공화국 공군 내 몇 안 되는 아프리카계 미국인 조종사 중 한 명. 4승 미확인                                                                               |

## 계급
틀:Ranks and Insignia of Non NATO Armed Forces/OF/Blank틀:Ranks and Insignia of Non NATO Air Forces/OF/Second Spanish Republic (1936–1939)
이전 기관
틀:Ranks and Insignia of Non NATO Armed Forces/OF/Blank틀:Ranks and Insignia of Non NATO Air Forces/OF/Second Spanish Republic (1931–1936)틀:Ranks and Insignia of Non NATO Air Forces/OF/Second Spanish Republic (Naval, 1931–1936)

## 항공기, 휘장 및 역사 문서

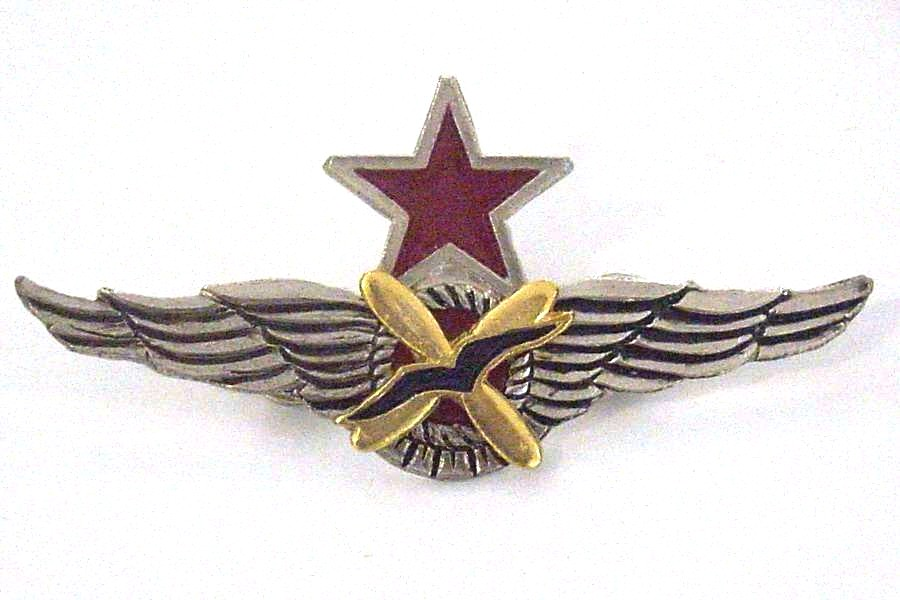
내전 당시 전투기 조종사 날개
드와틴 D.510
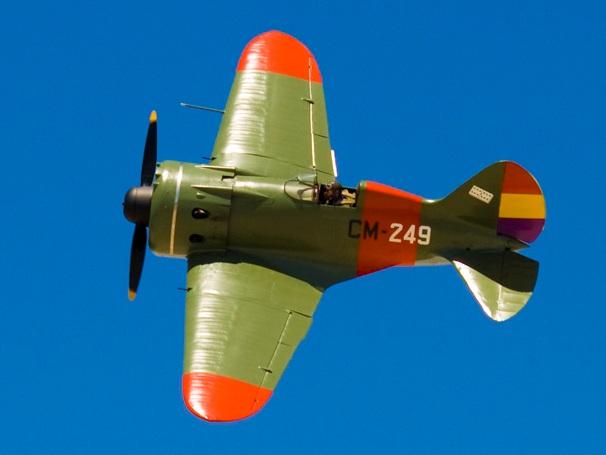
비행 중인 폴리카르포프 I-16 "모스카"
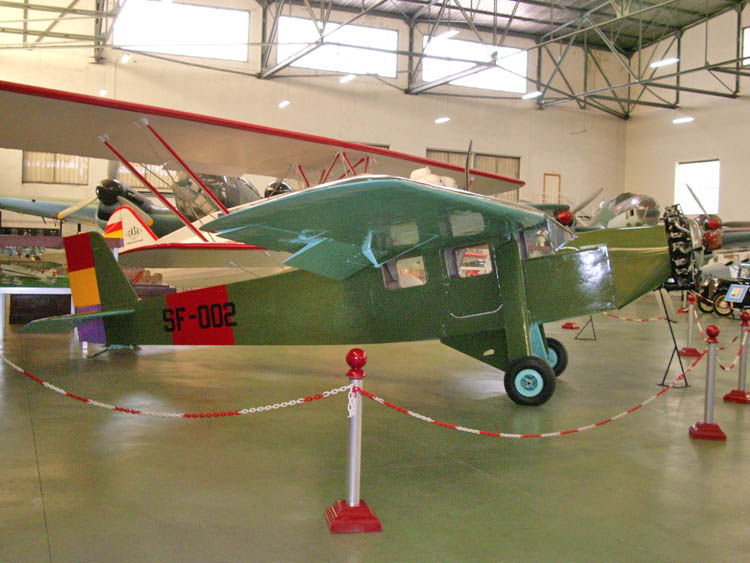
스페인 공화국 공군의 파르만 F 402. 무세오 델 아이레, 쿠아트로 비엔토스
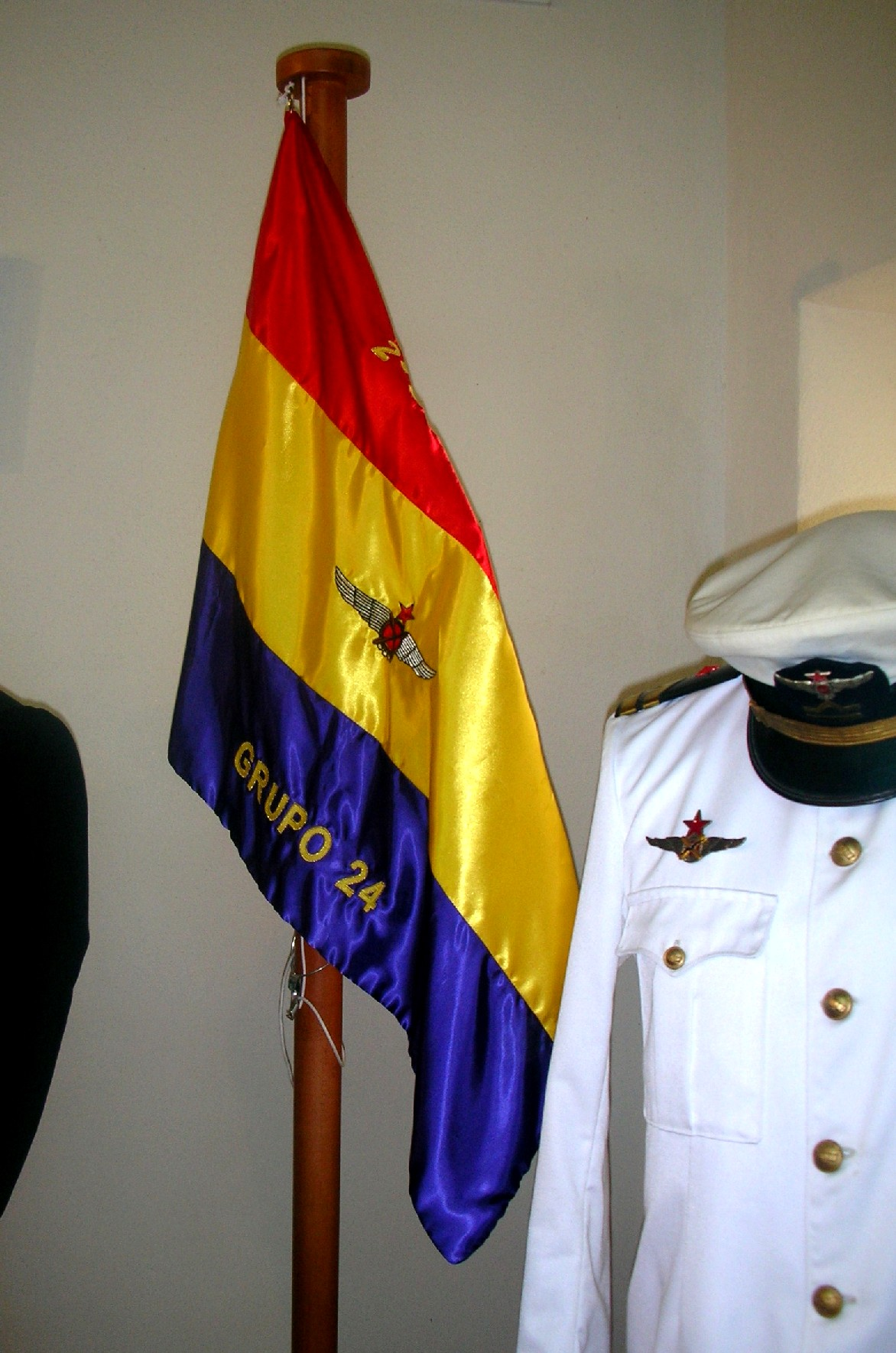
스페인 공화국 공군 2비행대, 24전대 기수 및 조종사 여름 제복. 라 세니아 박물관
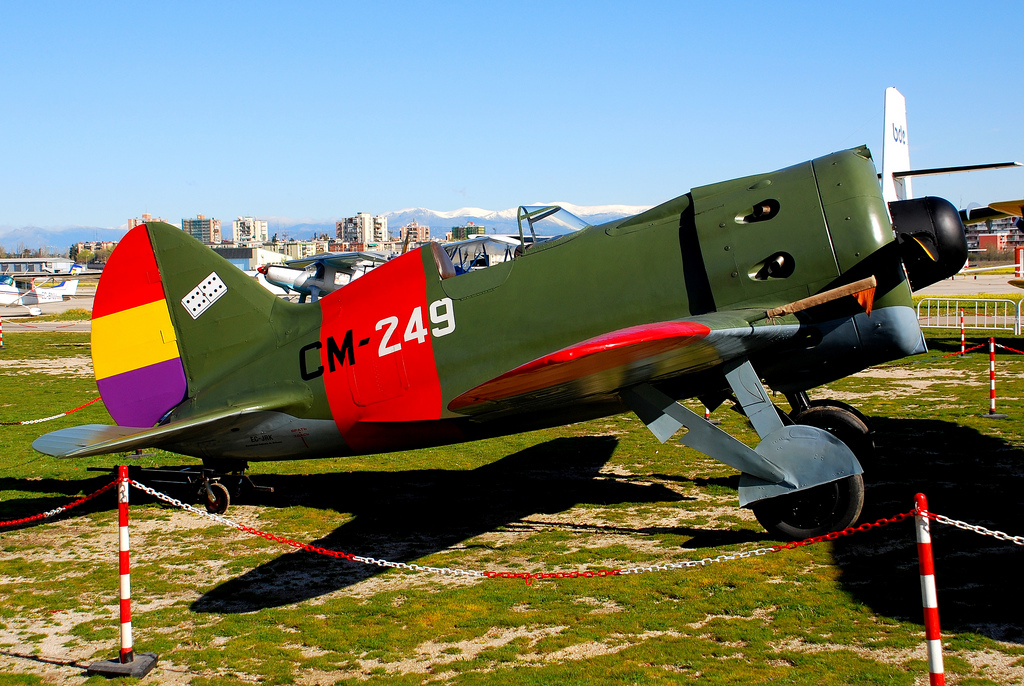
폰세 왕자 재단이 복원한 폴리카르포프 I-16
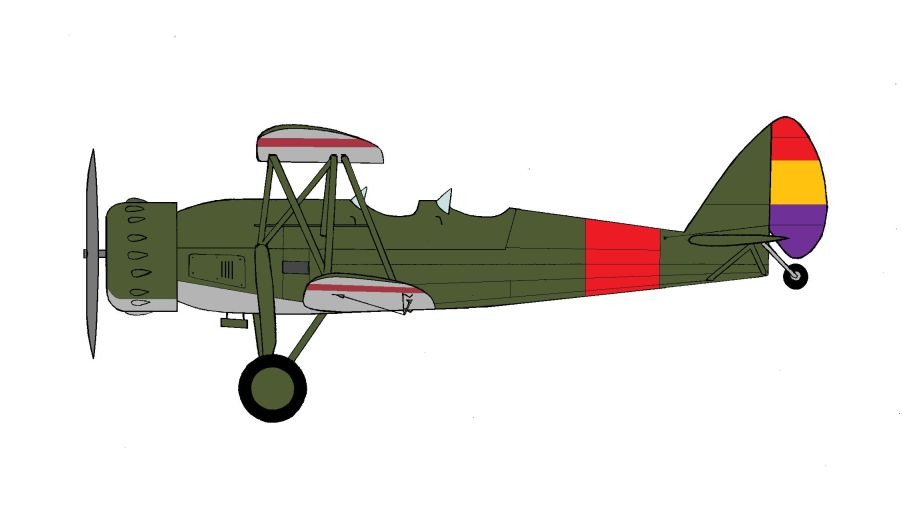
엘 카르몰리 군사 훈련 시설의 로마노 R.80.2
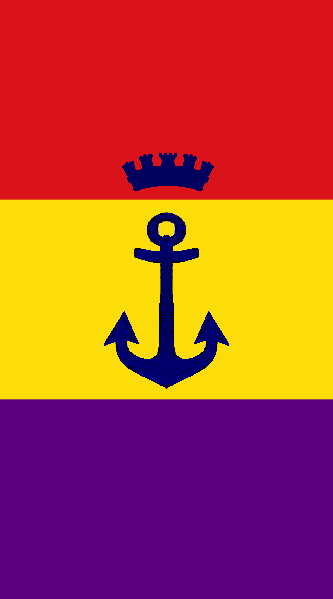
1936년 9월 공군과 합병된 스페인 공화국 해군의 해군 항공 핀 플래시

## 같이 보기
- 스페인 공군
- 스페인 내전
- LAPE (리네아스 아에레아스 포스탈레스 에스파뇰라스), 스페인 공화국 항공사
- 스페인 공화국 공군 항공기 목록
- 스페인 내전 에이스 조종사 목록
- 도이칠란트호 사건 (1937년)
- 군단 항공대
- 콘도르 군단
- 독일의 재무장
- 어떤 이들은 살아남았다
- 양키 비행대
- 티모페이 흐류킨

## 내용주
1. ↑  일부 저자들은 프랑시스코 타라소나와 같은 일부 조종사들이 자신의 회고록(Francisco Tarazona Torán, Yo fui piloto de caza rojo)에서만 Fuerzas Aéreas de la República Española (FARE)라는 용어를 사용했기 때문에 Arma de Aviación이라는 이름을 선호한다.

## 참고 문헌
- Antonio Arias Arias, Arde el Cielo: Memorias de un Piloto de Caza Participante en la Guerra de España (1936-1939) y en la Gran Guerra Patria de la URSS (1941-1945). Edited by A. Delgado Romero, 1995. 실라, 발렌시아. (스페인 공화국 공군 전투기 조종사이자 비행대 지휘관이었던 인물의 회고록. 그는 나중에 제2차 세계 대전 중 소련을 위해 싸웠다.)
- Green, William; Swanborough, Gordon (February–May 1979). 《A Grumman by Any Other Name...》. 《Air Enthusiast》. 26–39쪽. ISSN 0143-5450.
- Green, William & Swanborough, Gordon. "Soviet Flies in Spanish Skies". Air Enthusiast Quarterly, No. 1, n.d., pp. 1–16. ISSN 0143-5450
- Howson, Gerald (August–November 1990). 《Fokker's Trimotors Go to War》. 《Air Enthusiast》. 43–49쪽. ISSN 0143-5450.
- Herr, Allen (January–February 1999). 《Eagles over Malaga: American Pilots in the Spanish Civil War》. 《Air Enthusiast》. 42–53쪽. ISSN 0143-5450.
- Laureau, Patrick (May 1978). 《Polikarpov I-15 "Chato": Un chasseur russe au destin exotique..., partie 1》 [폴리카르포프 I-15 "차토": 이국적인 운명의 러시아 전투기, 1부]. 《Le Fana de l'Aviation》 (프랑스어). 34–41쪽. ISSN 0757-4169.
- Laureau, Patrick (June 1978). 《Polikarpov I-15 "Chato": Un chasseur russe au destin exotique..., partie 2》 [폴리카르포프 I-15 "차토": 이국적인 운명의 러시아 전투기, 2부]. 《Le Fana de l'Aviation》 (프랑스어). 42–45쪽. ISSN 0757-4169.
- Leyvastre, Pierre. "The Day of the Dewoitine". Air Enthusiast Quarterly, No. 1, n.d., pp. 17–19, 84–96. ISSN 0143-5450
- Carmen Calvo Jung, Los Últimos Aviadores de la República ISBN 9788497815444

## 더 읽어보기
- Falco, José (February 1989). 《Mes derniers victoires; Villajuiga, Février 1939》 [나의 마지막 승리; 빌라주이가, 1939년 2월]. 《Le Fana de l'Aviation》 (프랑스어). 18–19쪽. ISSN 0757-4169.